# Avanti!
Az Avanti! 1972-ben bemutatott amerikai filmvígjáték Jack Lemmon és Juliet Mills főszereplésével, Billy Wilder rendezésében. Samuel A. Taylor azonos című darabja alapján készült, amely négy évvel ezelőtt a Broadway-n futott. 

## Szereplők
| Szerep                | Színész               | Magyar hangja (1. szinkron, 1998 k. | Magyar hangja (2. szinkron, 2008. | Magyar hangja (3. szinkron, 2010. |
| --------------------- | --------------------- | ----------------------------------- | --------------------------------- | --------------------------------- |
| Wendell Armbruster    | Jack Lemmon           | Cseke Péter                         | Kapácsy Miklós                    | Széles Tamás                      |
| Pamela Piggott        | Juliet Mills          | Györgyi Anna                        | Orosz Helga                       | Orosz Anna                        |
| Carlo Carlucci        | Clive Revill          | Fodor Tamás                         | Balázsi Gyula                     | Rosta Sándor                      |
| J.J. Blodgett         | Edward Andrews        | Makay Sándor                        | Garai Róbert                      | Várkonyi András                   |
| Bruno                 | Gianfranco Barra      | Szombathy Gyula                     | Breyer Zoltán                     | Galbenisz Tomasz                  |
| Arnoldo Trotta        | Franco Angrisano      | Kisfalussy Bálint                   | Pálfai Péter                      | Botár Endre                       |
| Armando Trotta, a fia | Franco Acampora       | Király Attila                       | N/A                               | (eredeti nyelven)                 |
| Anna                  | Giselda Castrini      | Mezei Kitty                         | N/A                               | N/A                               |
| Vámtiszt              | Raffaele Mottola      | Cs. Németh Lajos                    | Tarján Péter                      | N/A                               |
| Dr. Fleischmann, utas | Harry Ray             | Dobránszky Zoltán                   | Uri István                        | N/A                               |
| Főpincér              | Guidarino Guidi       | Besenczi Árpád                      | Karsai István                     | Karsai István                     |
| Csapos                | Giacomo Rizzo         | Sinkovits-Vitay András              | N/A                               | N/A                               |
| Portás (Concierge)    | Antonino Faà di Bruno | Szokolay Ottó                       | Uri István                        | Várday Zoltán                     |
| Stewardess            | Maria Rosa Sclauzero  | N/A                                 | N/A                               | N/A                               |